# Tiếng Ba Tư trung đại
Tiếng Ba Tư trung đại hay tiếng Pahlavi, còn được gọi là tiếng Pārsīk hay Pārsīg (𐭯𐭠𐭫𐭮𐭩𐭪), là một ngôn ngữ Tây Iran trở thành ngôn ngữ chính thức của Đế quốc Sasan. Sau khi đế quốc sụp đổ, tiếng Trung đại hoạt động như một ngôn ngữ của sự uy nghiêm của một nền văn minh cổ đại, cho đến khi quân Hồi tràn vào khiến tiếng Ả Rập trở thành ngôn ngữ chính thức khi trở thành một phần của Khalifah. Ngôn ngữ này có gốc từ tiếng Ba Tư cổ, ngôn ngữ của Đế quốc Xsaca và là tổ tiên của các ngôn ngữ Ba Tư hiện đại, ngôn ngữ chính thức của Iran, Afghanistan và Tajikistan.

## Samples
Below is transcription and translation of the first page of the facsimile known as Book of Arda Viraf, originally written in a Pahlavi script.
pad nām ī yazdān
ēdōn gōwēnd kū ēw-bār ahlaw zardušt dēn ī padīrift andar gēhān rawāg be kard. tā bawandagīh [ī] sēsad sāl dēn andar abēzagīh ud mardōm andar abē-gumānīh būd hēnd. ud pas gizistag gannāg mēnōg [ī] druwand gumān kardan ī mardōmān pad ēn dēn rāy ān gizistag *alek/sandar ī *hrōmāyīg ī muzrāyīg-mānišn wiyāb/ānēnīd *ud pad garān sezd ud *nibard ud *wišēg ō ērān-šahr *frēstīd. u-š ōy ērān dahibed ōzad ud dar ud xwadāyīh wišuft ud awērān kard. ud ēn dēn čiyōn hamāg abestāg ud zand [ī] abar gāw pōstīhā ī wirāstag pad āb ī zarr nibištag andar staxr [ī] pābagān pad diz [ī] *nibišt nihād ēstād. ōy petyārag ī wad-baxt ī ahlomōγ ī druwand ī anāg-kardār *aleksandar [ī] hrōmāyīg [ī] mu/zrāyīg-mānišn abar āwurd ud be sōxt.

In the name of God
Thus they have said that once the righteous Zoroaster accepted a religion, he established it in the world. After/Within the period of 300 years (the) religion remained in holiness and the people were in peace and without any doubt. But then, the sinful, corrupt and deceitful spirit, in order to cause people doubt this religion, illusioned/led astray that Alexander the Roman, resident of Egypt, and sent him to Iran with much anger and violence. He murdered the ruler of Iran and ruined court, and the religion, as all the Avesta and Zand (which were) written on the ox-hide and decorated with water-of-gold (gold leaves) and had been placed/kept in Stakhr of Papak in the 'citadel of the writings.' That wretched, ill-fated, heretic, evil/sinful Alexander, The Roman, who was dwelling in Egypt, and he burned them up.

### Poetry
A sample Middle Persian poem from manuscript of Jamasp Asana:
| Original in Middle Persian: Dārom andarz-ē az dānāgān Az guft-ī pēšēnīgān Ō šmāh bē wizārom Pad rāstīh andar gēhān Agar ēn az man padīrēd Bavēd sūd-ī dō gēhān | Near literal translation into Modern Persian: Dāram andarz-i az dānāyān دارم اندرزی از دانایان Az gofte-ye pišiniyān از گفتهٔ پیشینیان Be šomā be-gozāram به شما بگزارم Be rāstī andar jahān به راستی اندر جهان agar īn az man pazīrid اگر این از من پذیرد Bovad sūd-e dō jahān بوَد سود دو جهان | Translation into English: I have a counsel from the wise, from the advises of the ancients, I will pass it upon you By truth in the world If you accept this counsel It will be your benefits for this life and the next |

### Other sample texts
Šābuhr šāhān šāh ī hormizdān hamāg kišwarīgān pad paykārišn yazdān āhang kard ud hamāg gōwišn ō uskār ud wizōyišn āwurd pas az bōxtan ī ādūrbād pad gōwišn ī passāxt abāg hamāg ōyšān jud-sardagān ud nask-ōšmurdān-iz ī jud-ristagān ēn-iz guft kū nūn ka-mān dēn pad stī dēn dīd kas-iz ag-dēnīh bē nē hilēm wēš abar tuxšāg tuxšēm ud ham gōnag kard.

Shapur, the king of kings, son of Hormizd, induced all countrymen to orient themselves to god by disputation, and put forth all oral traditions for consideration and examination. After the triumph of Ādurbād, through his declaration put to trial by ordeal (in disputation) with all those sectaries and heretics who recognized (studied) the Nasks, he made the following statement: ‘Now that we have gained an insight into the Religion in the worldly existence, we shall not tolerate anyone of false religion, and we shall be more zealous.

Andar xwadāyīh šābuhr ī ohrmazdān tāzīgān mad hēnd ušān xōrīg ī rudbār grift was sāl pad xwār tāzišn dāšt t šābuhr ō xwadāyīh mad oyšān tāzīgān spōxt ud šahr aziš stād ud was šāh tāzīgān ābaxšēnēd ud was maragīh.

During the rulership of Shapur, the son of Hormizd, the Arabs came; they took Xorig Rūdbār; for many years with contempt (they) rushed until Shapur came to rulership; he destroyed the Arabs and took the land and destroyed many Arab rulers and pulled out many number of shoulders.

## Ngữ pháp

### Phụ tố
Có nhiều phụ tố được dùng nhiều từ thời kì trung đại nhưng không còn sử dụng trong tiếng Ba Tư hiện đại:
| Ba Tư trung đại | Sử dụng                                                    | Tiếng Anh            | các ngôn ngữ Ấn-Âu khác               | Ví dụ |
| --------------- | ---------------------------------------------------------- | -------------------- | ------------------------------------- | --- |
| A-              | Tiền tố phủ định                                           | un-, non-, not-      | tiếng Hy Lạp a- (ví dụ: atom)         | a-spās - 'vô ơn, bạc nghĩa'; a-bim - 'không sợ, can đảm'; a-čār - 'không thể tránh'; a-dād - 'không đúng, không chính xác' |
| An-             | Tiền tố phủ định trước nguyên âm                           | un-, non-            | tiếng Đức ant-                        | an-ērān 'người không phải Ba Tư', an-ast 'không tồn tại'                                                                   |
| -ik (hoặc -ig)  | Có liên quan, có bản chất của, cấu thành, gây ra, tương tự | -ic trong 'mechanic' | Latin -icus, Hy Lạp –ikos, Slav -isku | Pārsīk 'Ba Tư', Āsōrik 'Assur', Pahlavik 'An Tức', Hrōmāyīk/Hrōmīk 'La Mã', Tāzīk 'Ả Rập'                                  |

### Hậu tố về địa điểm
| Ba Tư trung đại   | nghĩa                          | từ đồng nghĩa ở ngôn ngữ khác | Ví dụ |
| ----------------- | ------------------------------ | --- | --- |
| -gerd             | thành phố                      | | Mithradatgerd - "Thành phố của Mitra", Susangerd - (Thành phố Hoa loa kèn), Darabgerd - "thành phố của Dārayavas", Bahramjerd, Dastgerd, Virugerd, Borugerd |
| -vīl (hay -bil)   | vùng đất                       | | Ardabil "Thánh địa", Kabul và Zabol |
| -āpāt (hay -ābād) | đông dân, trù phú, thịnh vượng | So sánh với tiếng Phạn आवास (ā-vāsa) - nơi ở Tiếng Ấn-Âu nguyên thủy peh₂- (để bảo vệ, giữ, cầm chân)                                     | Ashkābād > Ashgabat "thủ phủ của Ashk" |
| -stān             | khu vực                        | Tiếng Anh stead - 'thị trấn', Tiếng Nga stan - 'khu định cư', tiếng Litva stovėti, tiếng Hy Lạp cổ hístēmi, Latin stāre (vùng đứng vững) | Qazaqstan - "vùng đất của người Qazaq, Uzbekistan - "vùng đất của người Uzbek"                                                                              |

### So sánh tiếng Trung Ba Tư và tiếng Tân Ba Tư
Có một số khác biệt về ngữ âm giữa tiếng Ba Tư Trung và Ba Tư Mới.  Các nguyên âm dài của tiếng Ba Tư Trung không tồn tại trong nhiều phương ngữ ngày nay.  Ngoài ra, các cụm phụ âm đầu rất phổ biến trong tiếng Ba Tư Trung (ví dụ: سپاس spās "cảm ơn").  Tuy nhiên, tiếng Ba Tư Mới không cho phép các cụm phụ âm đầu, trong khi các cụm phụ âm cuối là phổ biến (ví dụ: اسب asb "ngựa").
| Trung đại             | dịch nghĩa        | Hiện đại                               | các ngôn ngữ Ấn-Âu khác |
| --------------------- | ----------------- | -------------------------------------- | --- |
| Drōd 𐭣𐭫𐭥𐭣             | Chào (chúc)       | Durōd (درود)                           | |
| Pad-drōd 𐭯𐭥𐭭 𐭣𐭫𐭥𐭣     | Tạm biệt          | Ba durōd (به درود), hay bedrūd (بدرود) | |
| Spās 𐭮𐭯𐭠𐭮             | Cảm ơn            | Sipās (سپاس)                           | tiếng Kurd Spās, tiếng Nga Спасибо (Spasibo) PIE *speḱ-                                                                                    |
| Pad 𐭯𐭥𐭭               | trạng từ phủ định | Ba (به)                                | |
| Az 𐭬𐭭                 | Từ (đến từ)       | Az (از)                                | |
| Šagr 𐭱𐭢𐭫 Šēr1         | Sư tử             | Šēr (شیر)                              | Lấy từ tiếng Ba Tư cổ *šagra-. Tiếng Tajik шер šer và tiếng Kurd (شێر) šēr                                                                 |
| Šīr1 𐭱𐭩𐭫              | Sữa               | Šīr (شیر)                              | Từ Tiếng Ba Tư cổ **xšīra-. Tiếng Tajik шир šir và tiếng Kurd (šīr, شیر) từ PIE *swēyd-                                                    |
| Asēm 𐭠𐭮𐭩𐭬             | Sắt               | Āhan (آهن)                             | tiếng Kurd Āsin (آسِن); Eisen (tiếng Đức) Iron (tiếng Anh)                                                                                  |
| Arjat                 | Bạc               | sīm (سیم)                              | Latin argentum (Ag) (Tiếng Pháp argent), tiếng Armenia arsat, Tiếng Ireland cổ airget, PIE h₂erǵn̥t-, an n-stem                             |
| Arž                   | tiền giá          | Arj (ارج) 'quý giá'                    | Giống như Arg (Арг) 'giá' (giá trị) trong tiếng Ossetia                                                                                    |
| Ēvārak                | Buổi tối          | Không còn sử dụng trong thời hiện đại  | tiếng Anh Evening, ēvār (ایوار) trong tiếng Kurd và tiếng Lur còn lưu giữ lại                                                              |
| Hāmīn 𐭧𐭠𐭬𐭩𐭭           | Mùa hè            |                                        | Hāmīn còn lưu giữ lại trong tiếng Baloch Và Tiếng Bắc Kurd còn giữ lại Hāvīn.                                                              |
| Stārag 𐭮𐭲𐭠𐭫𐭪 Star 𐭮𐭲𐭫 | ngôi sao          | Sitāra (ستاره)                         | tiếng Kurd Bắc Stār, Stērk, Latin stella, tiếng Anh cổ steorra tiếng Anh star, tiếng Goth stairno, tiếng Bắc Âu cổ stjarna                 |
| Fradom                | Đầu tiên Thứ nhất |                                        | tiếng Anh First, primary, Latin primus, Hy Lạp πρίν, Phạn prathama                                                                         |
| Fradāk                | ngày mai, ban mai | Fardā (فردا)                           | Fra- 'trước', Hy Lạp pro-, Litva pra,...                                                                                                   |
| Murd 𐭬𐭥𐭫𐭣             | Chết              | Murd (مرد)                             | tiếng Latin morta, tiếng Anh murd-er - (sát nhân) tiếng Nga cổ mirtvu, tiếng Litva mirtis                                                  |
| Rōz 𐭩𐭥𐭬               | ngày              | Rōz (روز)                              | Gốc rōšn 'sáng'. Tiếng Kurd rōž (رۆژ), có giữ lại phát âm rōč (رُوچ) trong tiếng Baloch, tiếng Ác Men lois 'ánh sáng', Latin lux 'ánh sáng' |
| Sāl 𐭱𐭭𐭲               | Năm               | Sāl (سال)                              | tiếng Ác Men sārd 'sun', tiếng Đức Sonne, tiếng Nga солнце                                                                                 |
| Mātar 𐭬𐭠𐭲𐭥            | Mẹ                | Mādar (مادر)                           | tiếng Anh mother, Latin māter, tiếng Slav giáo hội cổ mater, tiếng Litva motina                                                            |
| Pidar 𐭯𐭣𐭫             | Bố, Phụ           | Pidar (پدر)                            | Latin pater (tiếng Ý padre), Tiếng Đức cổ fater                                                                                            |
| Brād(ar) 𐭡𐭥𐭠𐭣𐭥        | anh/em trai       | Barādar (برادر)                        | tiếng Slav giáo hội cổ brat(r)u, Litva brolis, Latin frāter, Ai len cổ brathair, tiếng Đức cổ bruoder                                      |
| Xwāh(ar) 𐭧𐭥𐭠𐭧         | Chị               | Xwāhar (خواهر)                         | Armenian khoyr |
| Duxtar 𐭣𐭥𐭧𐭲𐭫          | Con gái           | Duxtar (دختر)                          | tiếng Anh Daughter Tiếng Goth dauhtar, tiếng Đức cổ tohter, tiếng Phổ duckti, tiếng Ác Men dowstr, tiếng Litva dukte                       |
| Ōhāy 𐭠𐭧𐭠𐭩             | có                | ārē (آری)                              | tiếng Hindi हाँ haan |
| Nē 𐭫𐭠                 | không             | Na (نه)                                | tiếng Anh no, tiếng Pháp non, tiếng Đức nein, tiếng Nga нет, tiếng Hindi नहीं nehin                                                          |

1 Vì có rất nhiều nguyên âm từng tồn tại ở thời trung đại đã không còn, rất nhiều từ đồng âm đã được sử dụng ở hiện tại. Ví dụ như, šir và šer, có nghĩa là "sữa" and "sư", tương ứng bây giờ cả hai đều phát âm là šir. Trong trường hợp này, các từ được phát âm từ thời cổ đại đã được giữ lại ở tiếng Kurd và tiếng Tajik.

### Tiếng Ba Tư trung đại với từ đồng nghĩa ngôn ngữ khác
Có một số từ vay tiếng Ba Tư trong tiếng Anh, nhiều trong số đó có thể được bắt nguồn từ tiếng Ba Tư Trung.  Từ điển của Tiếng Ả Rập cổ cũng chứa nhiều từ mượn từ tiếng Ba Tư Trung.  Trong những cách mượn như vậy, các phụ âm tiếng Iran nghe có vẻ xa lạ với tiếng Ả Rập,  g ,  č ,  p  và  ž , đã được thay thế bằng  q / k ,   j ,  š ,  f / b  và  s / z .  Các kết xuất tiếng Ả Rập chính xác của các hậu tố  -ik / -ig  và  -ak / -ag  thường được sử dụng để suy ra các khoảng thời gian vay mượn khác nhau.. The following is a parallel word list of cognates:
| Ba Tư trung đại                                                    | nghĩa                       | Các ngôn ngữ tương đồng khác | Từ mượn tiếng Ả Rập | nghĩa                      |
| ------------------------------------------------------------------ | --------------------------- | --- | ------------------- | -------------------------- |
| Srat                                                               | đường                       | Tiếng Latin strata, tiếng Wales srat 'bằng phẳng' có nguồn gốc Ấn-Âu stere- ('to spread, extend, stretch out') (tiếng Avesta star-, Latin sternere, tiếng Slav giáo hội cổ stira) | Sirāt (صراط)        | Path                       |
| Burg                                                               | Tháp                        | Germanic burg 'thành' | Burj (برج)          | Tower                      |
| Tāk:89                                                             | Arch, vault, window         | Borrowed into Anatolian Turkish and Standard Azerbaijani in taqča 'a little window, a niche'                                                                                      | Tāq (طاق)           | Arch                       |
| Nav-xudā:93                                                        | Master of a ship, captain   | From PIE root *nau-; cognates with Latin navigia | Nāxu𝛿ā (نوخذة)      | Captain                    |
| Nargis:89                                                          | Narcissus                   | | Narjis (نرجس)       | Narcissus                  |
| Gōš:87                                                             | Hearer, listener, ear       | Of the same root is Aramaic gūšak 'prognosticator, informer' (From Middle Persian gōšak with -ak as a suffix of nomen agentis)                                                    | Jāsūs (جاسوس)       | Spy                        |
| A-sar; A- (negation prefix) + sar (end, beginning)                 | Infinite, endless           | A- prefix in Greek; Sanskrit siras, Hittite harsar 'head' | Azal (أزل)          | Infinite                   |
| A-pad; a- (prefix of negation) + pad (end)                         | Infinity                    | | Abad (أبد)          | Infinity, forever          |
| Dēn                                                                | Religion                    | From Avestan daena | Dīn (دين)           | Religion                   |
| Bōstān (bō 'aroma, scent' + -stan place-name element)              | Garden                      | | Bustān (بستان)      | Garden                     |
| Čirāg:90                                                           | Lamp                        | | Sirāj (سراج)        | Lamp                       |
| Tāg                                                                | Crown, tiara                | | Tāj (تاج)           | Crown                      |
| Pargār                                                             | Compass                     | | Firjār (فرجار)      | Compass (drawing tool)     |
| Ravāg                                                              | Current                     | | Rawāj (رواج)        | Popularity                 |
| Ravāk (older form of ravāg; from the root rav (v. raftan) 'to go') | Current                     | | Riwāq (رواق)        | Place of passage, corridor |
| Gund                                                               | Army, troop                 | | Jund (جند)          | Army                       |
| Šalwār                                                             | Trousers                    | | Sirwāl (سروال)      | Trousers                   |
| Rōstāk                                                             | Village, district, province | | Ruzdāq (رزداق)      | Village                    |
| Zar-parān                                                          | Saffron                     | | Zaʿfarān (زعفران)   | Saffron                    |
| Sādag:91                                                           | Simple                      | | Sa𝛿ij (ساذج)        | Simple                     |
| Banafšag:91                                                        | Violet                      | | Banafsaj (بنفسج)    | Violet                     |
| Pahrist:99                                                         | List, register, index       | | Fihris (فهرس)       | List, index                |
| Tašt:156                                                           | Basin, washtub              | | Tašt (طشت)          | Basin, washtub             |
| Dāyak:142                                                          | Nurse, midwife              | | Daya (داية)         | Midwife                    |
| Xandak:101                                                         | Ditch, trench               | | Xandaq (خندق)       | Ditch, trench              |

### So sánh tiếng Ba Tư trung đại với hiện đại
| trung đại            | hiện đại | cổ đại       | tên quốc tế        |
| -------------------- | -------- | ------------ | ------------------ |
| Anāhid               | Nāhid    | Anāhitā      | Anahita            |
| Artaxšēr             | Ardašir  | Artaxšaça    | Artaxerxes         |
| Mihr                 | Mehr     | Miça         | Mitra hay Maitreya |
| Rokhsāna             | Roksāne  |              | Roxana             |
| Pāpak                | Bābak    |              | Pabag              |
| Āleksandar, Sukandar | Eskandar |              | Alexander          |
| Pērōz, Pērōč         | Pīruz    |              | Feroze             |
| Mihrdāt              | Mehrdād  | Miθradāta    | Mithridates        |
| Borān                | Borān    |              | Borān              |
| Husraw, Xusraw       | Khosrow  |              | Chosroes           |
| Zaratu(x)št          | Zartōšt  |              | Zoroaster          |
| Ōhrmazd              | Hormizd  | A(h)uramazdā | Ahura Mazda        |